# Jahnsfelde
Jahnsfelde ist einer von acht Ortsteilen der Stadt Müncheberg und befindet sich östlich von Berlin direkt an der Bundesstraße 1 im Landkreis Märkisch-Oderland. Seit 1991 wird in der Gemarkung Jahnsfelde ökologische Landwirtschaft betrieben.

## Geschichte
Jahnsfelde befindet sich auf einem Gebiet, welches schon sehr früh besiedelt war. Körpergrabfunde aus der Jungsteinzeit im Jahnsfelder Gebiet belegen das. Sachfunde zeugen von der Anwesenheit jungslawischer Stämme im 11. und 12. Jahrhundert in der Umgebung.
Die Gründung des Ortes Iansuelde erfolgte 1244 – wie das benachbarte Trebnitz und Müncheberg – durch das schlesische Zisterziensernonnenkloster Trebnitz, dem Herzog Heinrich I. (1165–1238) im Jahre 1224 entsprechendes Land zur Verfügung stellte. Die Gemarkung kam 1449 in den Besitz des uradligen Geschlechts von Pfuel und blieb ununterbrochen bis zur Bodenreform 1946 im Besitz der Familie. Bereits die frühen Vertreter gehen auf Standesschulen wie die Ritterakademie Brandenburg, werden Gutsbesitzer oder Offizier, oft in einer Fusion. Auch der Jahnsfelder Gutsherr Ludwig Ernst von Pfuel geht nach dem Abitur zum Studium, wurde Hofmarschall und war Generalmajor.
Theodor Fontane besuchte 1862 den Jahnsfelder Gutsherrn Alexander von Pfuel, der ihn durch sein Schloss und die Schlosskirche führte. Fontane schrieb seinen Bericht über Jahnsfelde in dem Kapitel „Das Pulen-Land“ in seinen Wanderungen durch die Mark Brandenburg.
1908 wird die Freiwillige Feuerwehr Jahnsfelde gegründet. Um der Landflucht entgegenzuwirken, werden in Jahnsfelde zwischen 1910 und 1912 durch den Kreis Lebus vier Rentengutstellen gebildet. Angesiedelt werden Handwerker und Landarbeiter. Mit der Bodenreform wird der letzte Fideikommiss-Herr auf Jahnsfelde, Curt-Christoph von Pfuel, enteignet. Aus dieser enteigneten landwirtschaftliche Nutzfläche und Forst erhalten 25 Neubauern, 3 landarme Bauern, 10 Handwerker und 45 Arbeiter ihr Land. Jahnsfelde zählt 1946 insgesamt 445 Einwohner – die bis heute höchste Einwohnerzahl. Im Oktober 1979 wird im Schloss ein Wohnheim für geistig behinderte Jugendliche eingerichtet. Bis Ende 2001 dient das Schloss als Zuhause für diese Kinder. 1991 wird die Öko-Argar-GmbH Jahnsfelder Landhof gegründet, welche dem Bioland-Anbauverband beitritt. Aus den Mitteln der Investitionspauschale "Aufbau Ost" fließen fortan rund 3,7 Millionen DM in die Schlosssanierung. Am 31. März 2002 wird Jahnsfelde Ortsteil der neu gebildeten amtsfreien Stadt Müncheberg. Der 2017 begonnene Bau eines neuen Feuerwehrhauses wird im September 2018 fertiggestellt.

### Braunkohlebergbau
Der Abbau von Braunkohle um Jahnsfelde beginnt 1848. Als erste Zeche wird im Juli 1848 die Grube „Franke“ zum Abbau von Braunkohle durch das Königliche Bergamt zu Rüdersdorf freigegeben. In den nächsten Jahren folgen die Genehmigungen für eine Vielzahl weiterer Gruben mit insgesamt 109 Schächten. Für die Beförderung der abgebauten Braunkohle zum Bahnhof Trebnitz startet im Jahr 1870 der Bau einer Lokomobilen Eisen- und Pferdebahn.

### Einwohnerentwicklung
Die folgende Übersicht zeigt die Einwohnerentwicklung Jahnsfeldes (Gebietsstand 31. Dezember 2006).
| Jahr | Einwohner |
| ---- | --------- |
| 1734 | 175       |
| 1772 | 202       |
| 1791 | 203       |
| 1798 | 208       |
| 1840 | 308       |
| 1864 | 409       |
| 1905 | 365       |

| Jahr | Einwohner |
| ---- | --------- |
| 1925 | 348       |
| 1939 | 361       |
| 1946 | 445       |
| 1964 | 398       |
| 1971 | 386       |
| 2001 | 317       |
| 2006 | 312       |

| Jahr | Einwohner |
| ---- | --------- |
| 2011 | 261       |
| 2015 | 254       |
| 2019 | 243       |

## Sehenswürdigkeiten
Schlosskirche
Neben dem Schloss steht die aus Feldsteinen im 13. Jahrhundert erbaute Schlosskirche. Die Umrahmungen der Fenster, ferner die Strebepfeiler an den Ostecken des Langhauses und an der Südwestecke des Turmes sind, wie alle späteren Abänderungen am Bau, aus Backstein und während einer umfangreichen Umbauphase 1869 entstanden. Ein Sandsteinepitaph für den am 25. Februar 1593 verstorbenen Christoph von Pfuel ist an der Innenwand neben dem Altar angebracht. Weitere Gedenktafeln zeugen von der fast 500-jährigen Geschichte derer von Pfuel in Jahnsfelde.

Schlosskirche Jahnsfelde
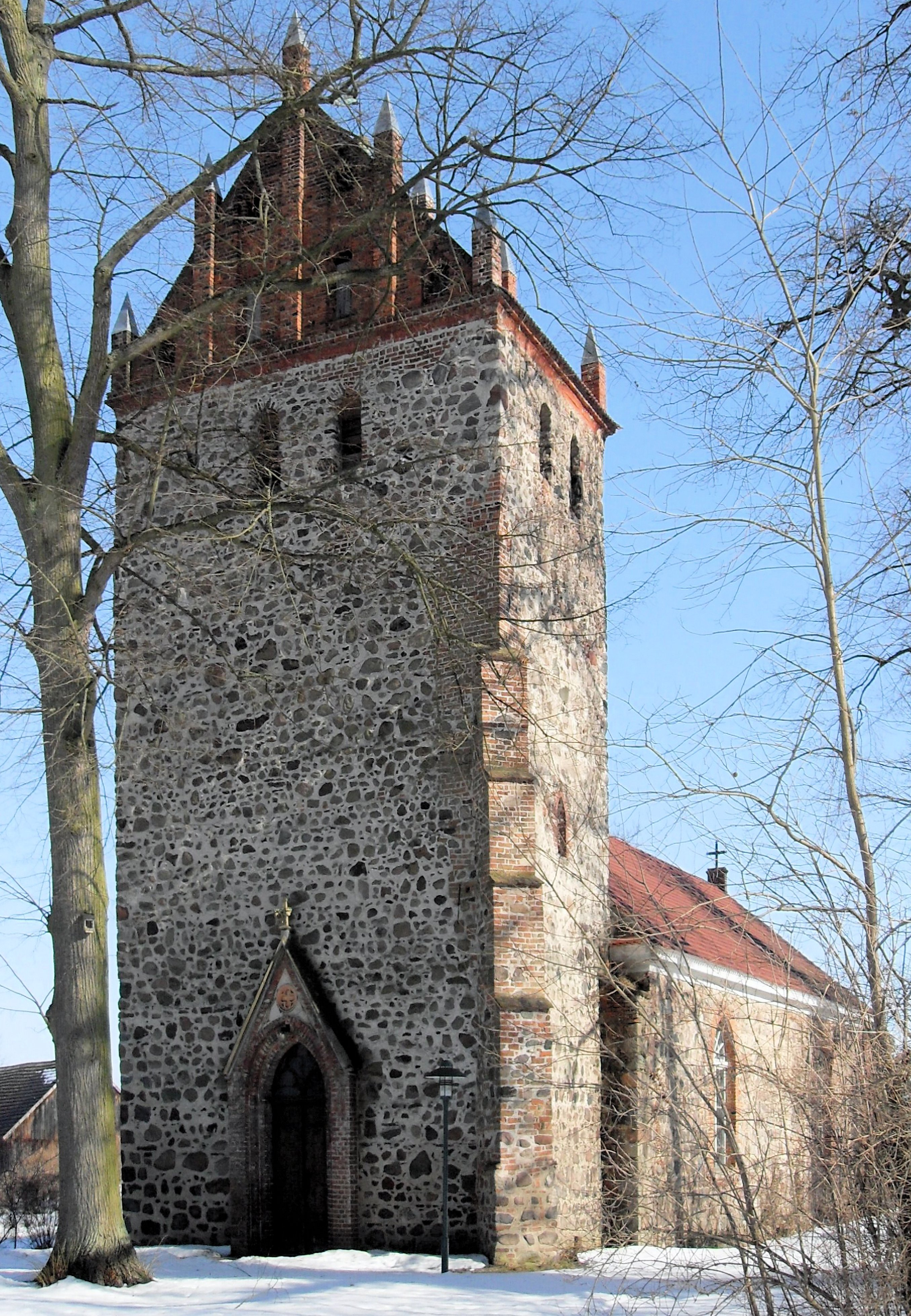
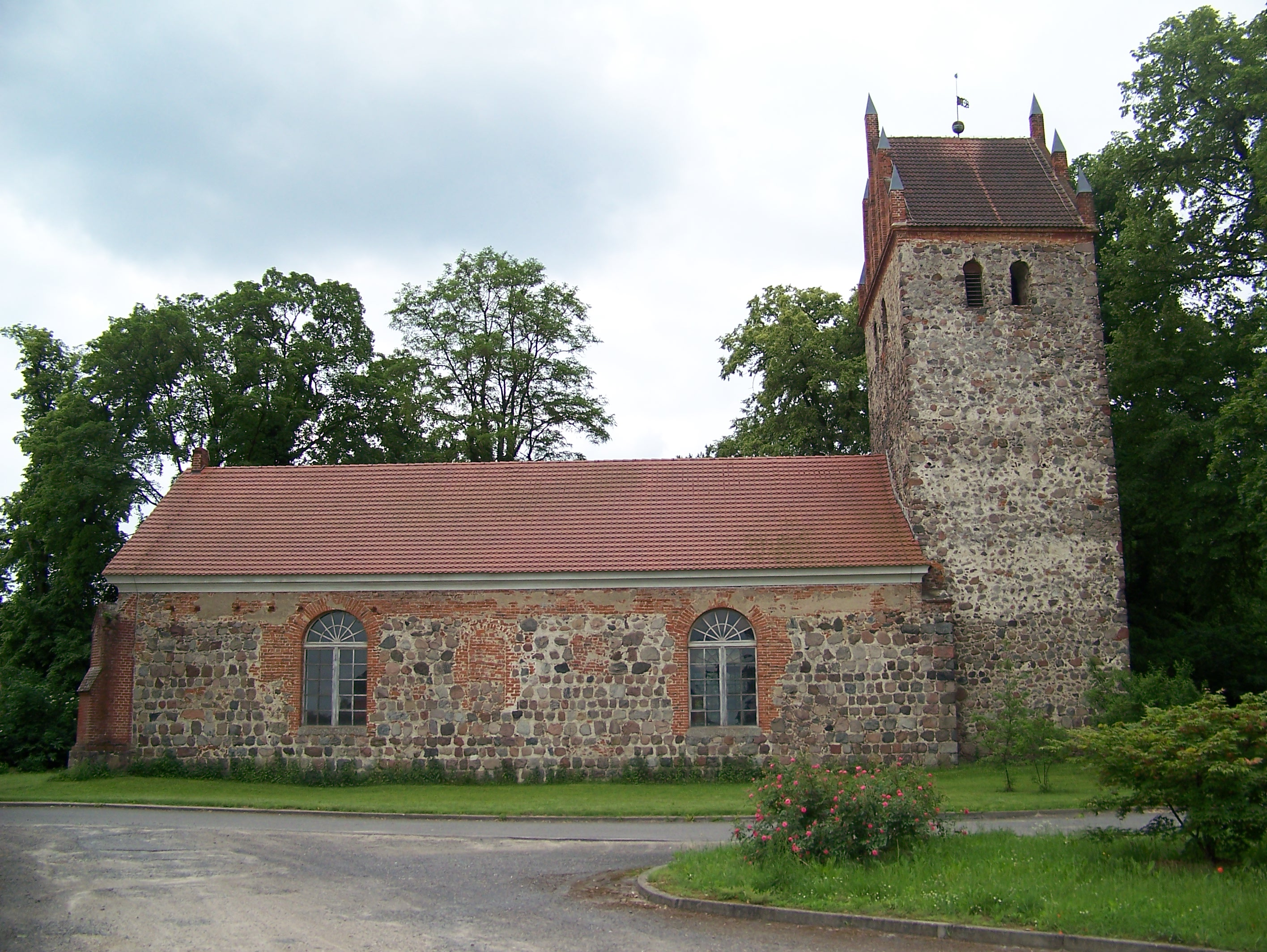

Schloss – Stammschloss derer von Pfuel

Das Schloss besteht in seinem Kern aus einem zweigeschossigen massiven Putzbau. Der Bau ist teilweise von Räumen mit Kreuzgratgewölben aus dem 17. Jahrhundert (wohl um 1680) unterkellert. Das äußere Erscheinungsbild dieses ältesten überlieferten Gebäudeteils wurde wohl um 1831 klassizistisch überformt und weist an seiner südlichen Schaufassade einen leicht vorspringenden Mittelrisalit auf, dessen bekrönendes Giebelfeld unter anderem das in Sandstein gearbeitete Wappen derer von Pfuel schmückt. Zentrum der Südfassade ist der Altan mit beiderseitigem Treppenaufgang.
Im Jahr der Kaiserreichgründung 1871 kam es zu einer großzügigen Erweiterung des Schlosses durch ziegelsichtige Backsteinanbauten in märkisch-neogotischen Formen. Diese sind geschmückt von reich gegliederten und von Zinnen bekrönten Staffelgiebeln, begleitet von zwei runden Treppentürmen und einem weiteren Turm mit pyramidalem ziegelsichtigen Helm, der den Haupteingang von der Nordseite aufnimmt. Über dem Haupteingang zeigt eine Inschrift den Bezug auf die lange Herrschaft derer von Pfuel in Jahnsfelde:
Glück herein, Unglück heraus!

Dies ist der Pfuelen ritterlich Haus seit 400 Jahren

Gott wolle bewahren in Glück und Gefahren

Geschlecht und Haus.

Jahnsfelder Schloss
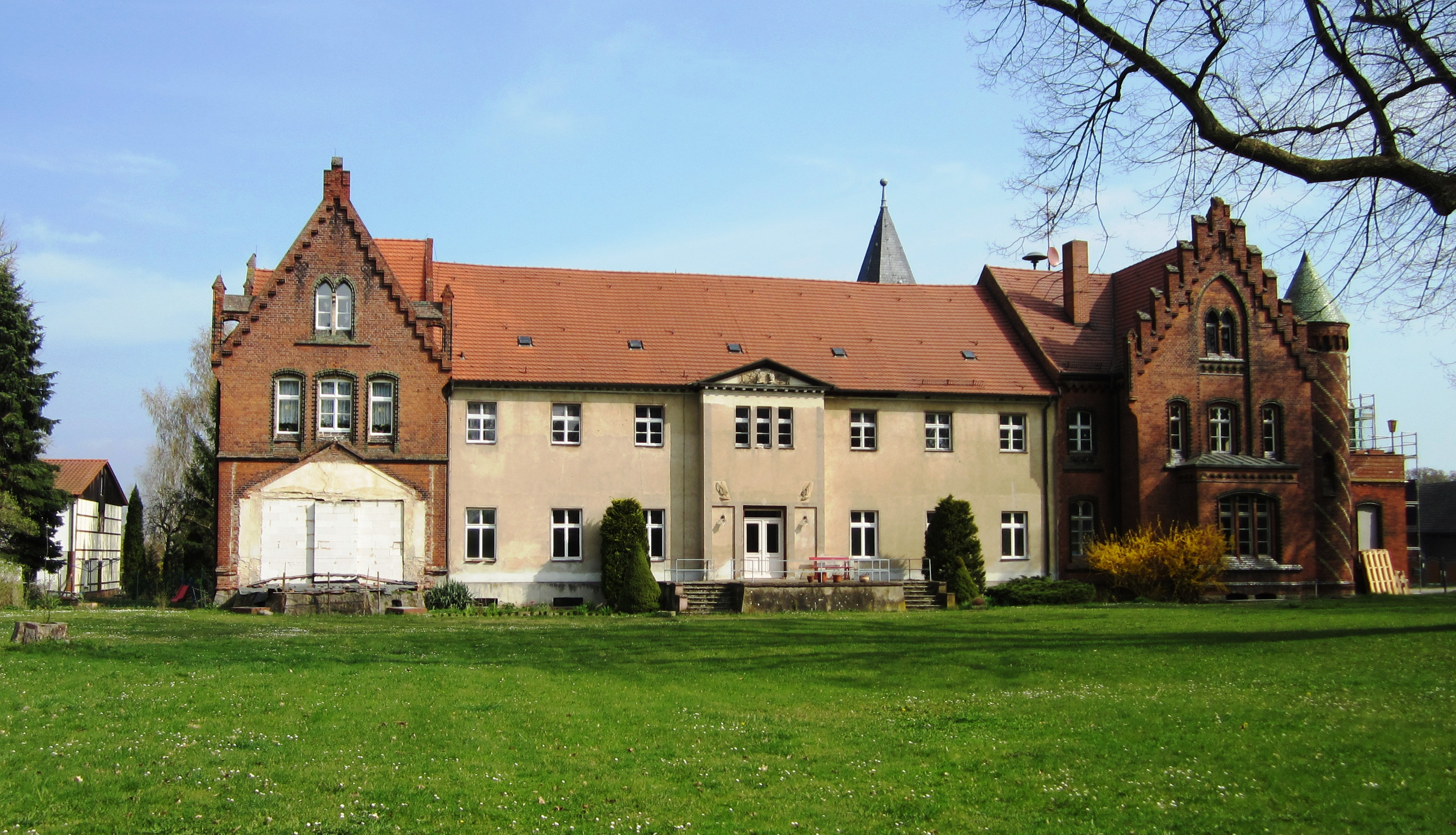
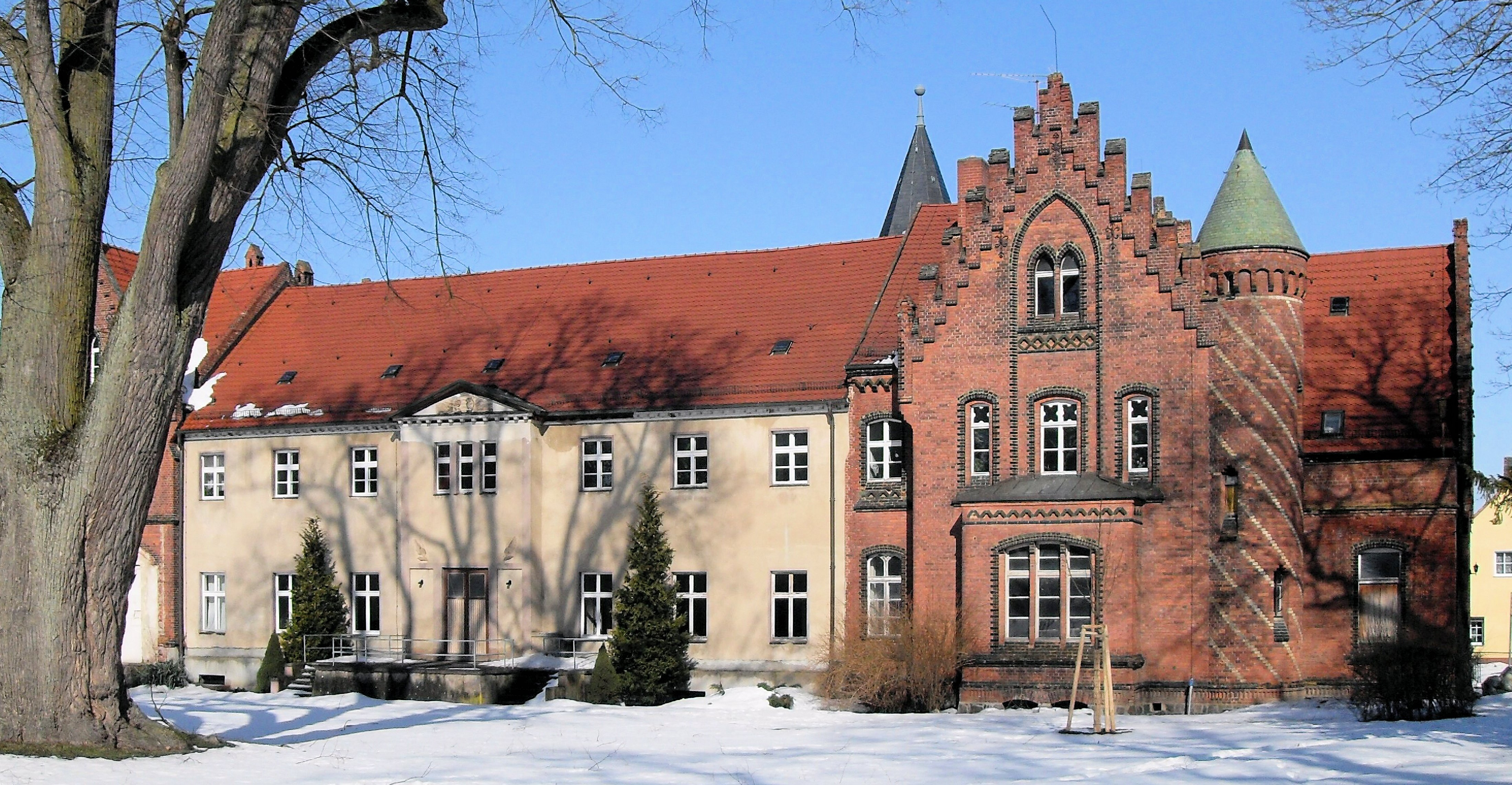
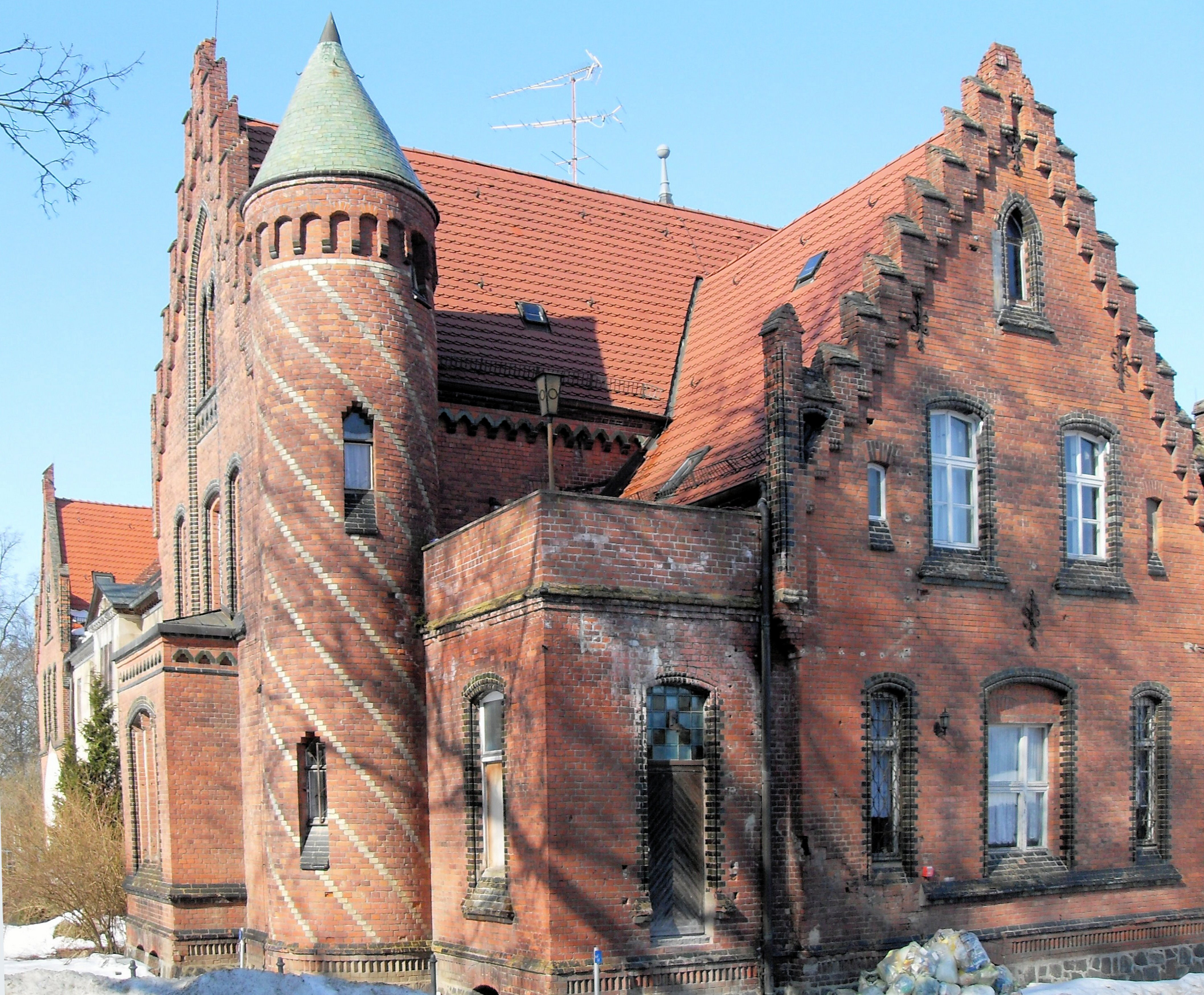
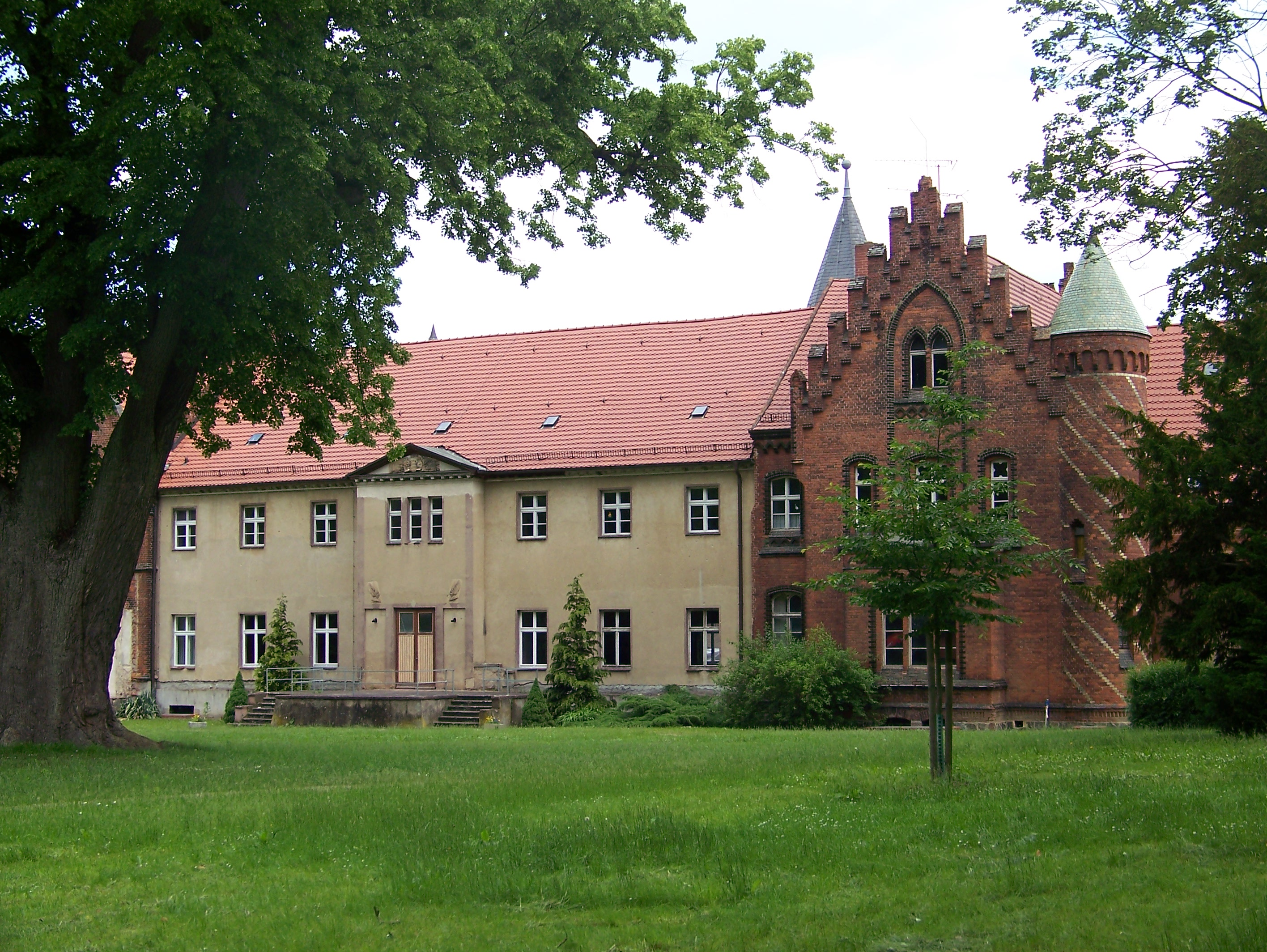

Schlosspark

Der in der Mitte des 19. Jahrhunderts wohl von Hermann Fürst von Pückler-Muskau beeinflusste, heute in seinen Grundzügen erhaltene Schlosspark befindet sich in der Ortsmitte. Er nimmt im Norden das Schloss und im Nordosten die Schlosskirche auf. Die ca. 3 ha große Parkanlage grenzt im Osten an die L36 und im Süden an die Bundesstraße 1. Eine Sichtachse Richtung Süden verlängert den Schlosspark über die B1 hinaus und verschmilzt damit optisch den Park mit der weiter hinten liegenden Landschaft.
Theodor Fontane beschrieb den Jahnsfelder Schlosspark 1863 in seinen Wanderungen durch die Mark Brandenburg:

„Der Park, der das Herrenhaus von allen Seiten malerisch umschließt, ist eine Neuschöpfung. Auch der unmittelbar angrenzende Friedhof konnte mit in den Park hineingezogen werden, da die Herstellung eines neuen Begräbnisplatzes ohnehin geboten war.“

Im Park stehen u. a. Hängebuche, Schwarzkiefer, Gurkenmagnolie, Platanen, Schwarznuss, Riesen-Lebensbaum und Ginkgo. Hier steht auch die dickste Linde des Landkreises Märkisch-Oderland mit einem Umfang von 6,69 m (Stand: Juli 2019) und einem Alter von ca. 500 Jahren. Wegen seines alten Baumbestandes wurde der Jahnsfelder Schlosspark 1977 als Einzeldenkmal anerkannt.
Die den Schlosspark umgebene Gutsmauer wurde zwischen 1945 und 1950 abgetragen. Auf Teilen des alten Parks wurden Wohnhäuser errichtet. Anfang der 2000er Jahre wurden die Parkwege neu gestaltet. Ein am Schlossparkrand stehendes Wohnhaus im Schweizerstil und das danebenstehende ehemalige Gutsgärtnerhaus aus dem 19. Jahrhundert brannten 2018 bis auf die Grundmauern ab. Seit Sommer 2019 sprudelt vor dem Schloss wieder eine Fontäne in dem nach historischem Vorbild rekonstruierten Springbrunnen.
Der Schlosspark dient heute der Erholung und Freizeit und bildet ein Zentrum für die Aktivitäten im Ort. Alljährlich finden hier Ortsfeste und Feuerwehrübungen statt. Ein Fußball- und Volleyballplatz wurden auf der Rasenfläche angelegt und ein Tischtennistisch für die sportliche Freizeit aufgestellt. Der in Kommunalbesitz befindliche Schlosspark ist ganzjährig öffentlich zugänglich.
Einklassenschule

Die ehemalige Einklassenschule wurde Mitte des 19. Jahrhunderts als ein für diese Zeit typisches Backsteingebäude errichtet. Von 1859 bis 1968 wurde der Schulunterricht gehalten. 1980 wurde das Objekt umgebaut und dadurch eine erhebliche Veränderung der Innen- und Außenansicht herbeigeführt. Der Urzustand des ehemaligen Schulgebäudes wurde durch eine umfangreiche Restaurierung im Jahr 2004 hergestellt. Genutzt wird das ehemalige Schulgebäude heute als Gemeindezentrum, Jugendclub und Veranstaltungsort des Ortsteils.
Mausoleum und Erbbegräbnisplatz derer von Pfuel auf dem Friedhof

Auf dem Anfang des 19. Jahrhunderts angelegten Friedhof befindet sich das ehemalige Mausoleum derer von Pfuel. Das verputzte Gebäude aus dem Spätklassizismus besteht aus einem Andachtsraum und der ehemaligen darunter liegenden Gruft. Das Portal nimmt eine zweiflügelige Tür unter einem Säulenvorbau mit fünf Säulen auf. Über dem Eingang ist das von Pfuelsche Wappen erhalten. Heute dient es als Trauerhalle. Vor dem Mausoleum stehen die zwischen 2011 und 2017 restaurierten Grabkreuze und -steine für:
- Friedrich Heinrich Ludwig von Pfuel (1781–1846)
- Melusine von Pfuel (1834–1835)
- Sieghild Freifrau von Manteuffel geb. von Pfuel (1915–1941) und Christoph Freiherr von Manteuffel (1912–1941)
- Curt-Christoph von Pfuel (1907–2000)
- Ernst von Pfuel (1779–1866)
- Elisabeth von Pfuel (1816–1835)
- Wolf von Pfuel (1809–1866)
- Maximilian von Pfuel (1854–1930) und Ella Poser und Groß-Naedlitz (1870–1962)
- Alexander von Pfuel (1825–1898)
- Erinnerungsstein an die vormals im ehemaligen Mausoleum beigesetzten Mitglieder der Familie von Pfuel

## Infrastruktur

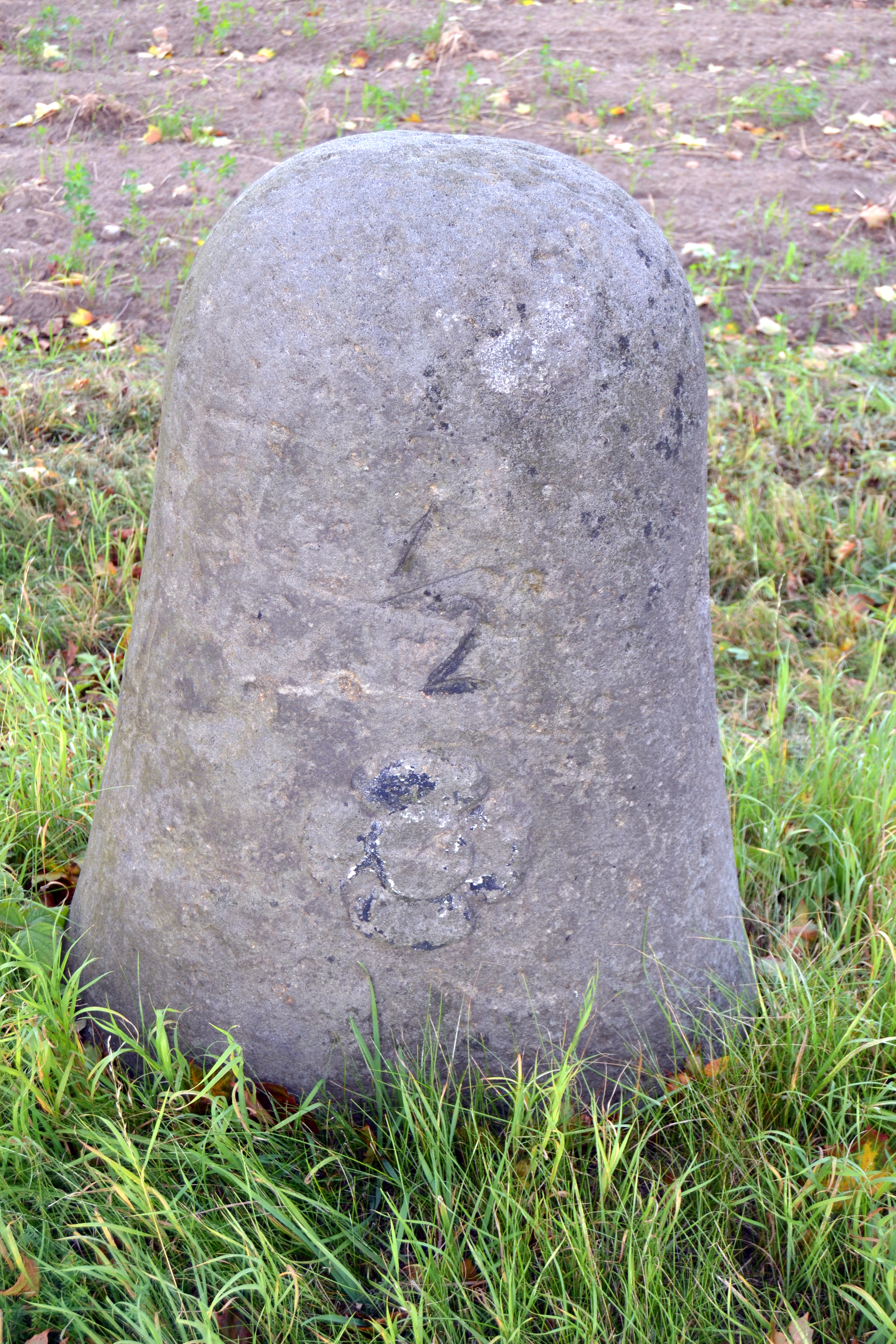
Halbmeilenstein bei Jahnsfelde

Die heute durch den Ort von Westen nach Osten verlaufene Bundesstraße 1 wurde ursprünglich als Chaussee Müncheberg – Seelow – Kietz – Küstrin in den Jahren 1817 bis 1819 ausgebaut. Die aus dieser Zeit in und um Jahnsfelde aufgestellten und heute erhaltenen 1⁄4- und 1⁄2-Meilensteine sind glockenförmig, mit elliptischen Querschnitt und aus Sandstein gefertigt. Die Steine stehen unter Denkmalschutz:
- Viertelmeilenstein bei km 28,9 innerhalb der Ortschaft
- Halbmeilenstein bei km 30,8 außerhalb der Ortschaft zwischen Jahnsfelde und Müncheberg

Die Bundesstraße 1 verbindet Jahnsfelde mit den Orten Müncheberg und Diedersdorf.
Von Süden nach Norden durchläuft die Landstraße 36 den Ort und verbindet Jahnsfelde mit
den Orten Behlendorf und Trebnitz.

## Persönlichkeiten
- Alexander von Pfuel (1825–1898), preußischer Offizier, Ritterschaftsdirektor, Herr auf Jahnsfelde
- Johannes Mildbraed (1879–1954), deutscher Botaniker
- Christian Friedrich von Pfuel (1653–1702), preußischer Oberst, Herr auf Gielsdorf, Wilkendorf und Jahnsfelde
- Christian Ludwig von Pfuel (1696–1756), preußischer Generalmajor der Infanterie, Herr auf Jahnsfelde
- Curt-Christoph von Pfuel (1907–2000), preußischer Assessor, leitendes Mitglied des DVB, sowie deutscher Repräsentant der Presse- und Informationsabteilung des Europarat, letzter Fideikommiss-Herr auf Jahnsfelde
- Ernst von Pfuel (1779–1866), preußischer General der Infanterie, Reformer des Militärsports, Kommandant der Stadt Köln, sowie des preußischen Sektors von Paris, Gouverneur des Fürstentums Neuchâtel und kurzzeitig Gouverneur von Berlin sowie preußischer Ministerpräsident und Kriegsminister
- Friedrich von Pfuel (1460–1527), Ritter und kurfürstlich brandenburgischer Amtshauptmann, Herr auf Jahnsfelde, Altranft, Vichel, Heiligensee, Gielsdorf, Wilkendorf und Eggersdorf, Pfandherr auf Schloss Jerichow, Groß Schönfeld, Hohenfelde (Mecklenburg), und Bärenwalde
- Friedrich Heinrich Ludwig von Pfuel (1781–1846), preußischer Generalleutnant, Kommandant von Saarlouis, Spandau und Stettin, Herr auf Jahnsfelde, Wilkendorf und Gielsdorf
- Hempo Ludwig von Pfuel (1690–1770), preußischer Major, Direktor der Breslauer Kriegs- und Domänenkammer, Geheimer Rat sowie Präsident der Kriegs- und Domänenkammer Halberstadt, Herr auf Jahnsfelde, Gielsdorf und Wilkendorf
- Ludwig von Pfuel (1718–1789), preußischer Generalmajor und Hofmarschall, Herr auf Jahnsfelde
- Maximilian von Pfuel (1854–1930), preußischer Generalmajor